# Spongyabob Kockanadrág (10. évad)
A SpongyaBob Kockanadrág tizedik évada 11 dupla részből áll. Az első epizódoknak, a Repcsiagy és az Erőnadrág epizódoknak 2016. október 15-én volt a bemutatója az Egyesült Államokban. Magyarországon a Nickelodeon-on volt a premierje 2017. április 28-án és 2020. június 28-án az RTL Klubon.

## Epizódok
Csak a Nickelodeon magyar premierje van feltüntetve.
| #   | Magyar cím | Eredeti cím                     | Író                         | Eredeti bemutató     | Magyar bemutató     |
| --- | --- | ------------------------------- | --------------------------- | -------------------- | ------------------- |
| 1a  | Repcsiagy | Whirly Brains                   | Mr. Lawrence                | 2016. október 15.    | 2017. április 28.   |
| 1a  | Spongyabob és Patrik vesznek egy repcsit, amit az agyadra tehetsz és repülhetsz vele. Össze-vissza repkednek, majd egy öreg bácsi házába repül és elveszi tőlünk. Szandi segít megkeresni az elveszett agyakat. A bácsi nem akarja visszaadni nekik, de a végén mégis sikerül őket rábeszélni. |                                 |                             |                      |                     |
| 1b  | Erőnadrág | Mermaidpants                    | Kaz                         | 2016. október 29.    | 2017. április 28.   |
| 1b  | Spongyabob és Patrik (Erőnadrág és Kobacsillag) le akarják leplezni a rosszat, ellenségüket Tunyacsápot és Rák Urat (Dr. Negatívot és Fösvény kapitányt). |                                 |                             |                      |                     |
| 2a  | Otthon, rémes otthon | Unreal Estate                   | Ben Gruber                  | 2017. február 18.    | 2017. augusztus 4.  |
| 2a  | Tunyacsáp elhiteti Spongyabobbal, hogy allergiás az ananászára és Tunyacsáp segít neki egy új házat találni (minél messzebb). |                                 |                             |                      |                     |
| 2b  | Dr.Spongya | Code Yellow                     | Andrew Goodman              | 2017. február 18.    | 2017. augusztus 4.  |
| 2b  | Spongyabob orvos lesz és megműti Tunyacsápot. |                                 |                             |                      |                     |
| 3a  | Utánzási láz | Mimic Madness                   | Mr. Lawrence                | 2017. február 25.    | 2017. május 5.      |
| 3a  | Spongyabob mindenkit megpróbál utánozni, aztán odáig fajul a dolog, hogy nem tud önmaga lenni. |                                 |                             |                      |                     |
| 3b  | Féregrágta Bob | House worming                   | Richard Pursel              | 2017. február 25.    | 2017. május 5.      |
| 3b  | A férgek mindig Spongyabobbal akarnak lenni. |                                 |                             |                      |                     |
| 4a  | Bábu vagy | Snooze You Lose                 | Kaz                         | 2017. március 4.     | 2017. május 12.     |
| 4a  | Spongyabob és Patrik bemászik Tunyacsápba és irányítják őt. |                                 |                             |                      |                     |
| 4b  | Rozsdás Partiszervíz | Krusty Katering                 | Ben Gruber                  | 2017. március 4.     | 2017. május 12.     |
| 4b  | A Rozsdás Rákollóban egy elegáns partyn kiszolgálók lesznek. |                                 |                             |                      |                     |
| 5a  | Sponyabob étterme | SpongeBob's Place               | Kaz                         | 2017. március 11.    | 2017. május 19.     |
| 5a  | Spongyabob megnyitja saját éttermét. |                                 |                             |                      |                     |
| 5b  | Plankton lapátra kerül | Plankton Gets The Boot          | Ben Gruber                  | 2017. március 11.    | 2017. május 19.     |
| 5b  | Karen kidobja Planktont a Veszélyes Vödörből. |                                 |                             |                      |                     |
| 6a  | Életbiztositás | Life Insurance                  | Kaz                         | 2017. március 18.    | 2017. május 26.     |
| 6a  | Spongyabob és Patrik bebizonyítja Tunyacsápnak, hogy az életbiztosításuk megvédi őket mindentől. |                                 |                             |                      |                     |
| 6b  | A légből kapott csónak | Burst Your Bubble               | Andrew Goodman              | 2017. március 18.    | 2017. május 26.     |
| 6b  | Spongyabob autót fúj a buborékból és azzal közlekedik. |                                 |                             |                      |                     |
| 7a  | Plankton nyugdíjba megy | Plankton Retires                | Mr. Lawrence                | 2017. március 25.    | 2017. augusztus 11. |
| 7a  | Plankton elhiteti Rák Úrral, hogy nyugdíjba megy. |                                 |                             |                      |                     |
| 7b  | Szigony szívás | Trident Trouble                 | Ben Gruber                  | 2017. március 25.    | 2017. augusztus 11. |
| 7b  | Spongyabob és Neptunusz összekeverik a fegyverüket. Spongyabobnál van Neptunusz elektromos villáma, Neptunusznál pedig Spongyabob spatulája. |                                 |                             |                      |                     |
| 8a  | Mini Spongya | The Incredible Shrinking Sponge | Mr. Lawrence                | 2017. április 1.     | 2017. augusztus 18. |
| 8a  | Spongyabob a hő hatására összezsugorodott és senki sem veszi észre. |                                 |                             |                      |                     |
| 8b  | Sport | Sportz?                         | Andrew Goodman              | 2017. április 1.     | 2017. augusztus 18. |
| 8b  | Tunyacsáp veszélyes sportokat tanít Spongyabobnak és Patriknak. |                                 |                             |                      |                     |
| 9a  | A szökés | The Getaway                     | Kaz                         | 2017. április 8.     | 2017. augusztus 25. |
| 9a  | Spongyabob oktatója egy bűnöző lesz. |                                 |                             |                      |                     |
| 9b  | Talált tárgyak | Lost and Found                  | Dani Michaeli               | 2017. április 8.     | 2017. augusztus 25. |
| 9b  | Spongyabob lemegy a Rozsdás Rákolló talált tárgyak raktárába, de elveszik. |                                 |                             |                      |                     |
| 10a | Patrik kuponja | Patrick's Coupon                | Kaz                         | 2017. június 17.     | 2017. október 12.   |
| 10a | Patrik a fagyis kuponján akar venni egy fagylaltot legjobb barátjának, Spongyabobnak, de a kupon már lejárt. |                                 |                             |                      |                     |
| 10b | Képen kívül | Out of the Picture              | Ben Gruber                  | 2017. június 17.     | 2017. október 13.   |
| 10b | Rák Úr megveszi Tunyacsáp festményeit, de ahhoz, hogy sokat érjenek el kell tűnnie Tunyacsápnak. |                                 |                             |                      |                     |
| 11a | Vad buli | Feral Friends                   | Mr. Lawrence                | 2017. szeptember 21. | 2017. október 16.   |
| 11a | Bikinifenéken megjelenik Neptun holdja, ami minden tengeri élőlényt átváltoztat ellenségessé. |                                 |                             |                      |                     |
| 11b | Ne ébreszd fel az alvó csillagot! | Don't Wake Patrick              | Brian Morante, Mr. Lawrence | 2017. szeptember 21. | 2017. október 16.   |
| 11b | Patrik alvajáró lesz, de Spongyabob nem tudja felébreszteni. |                                 |                             |                      |                     |